# Claus Riis Østergaard
Claus Riis Østergaard (født 11. november 1969 i Vestbjerg) er en dansk skuespiller.
Østergaard er opvokset i Hammel. Han er uddannet fra Skuespillerskolen ved Odense Teater i 1999. Han debuterede som Gyldenstjerne i Hamlet på Odense Teater i 1999 og har været fastansat ved teatret siden, dog med orlov til Det Danske Teater i 2001 og til Svalegangen i 2002.

## Udvalgt filmografi

### Film
| År   | Titel               | Rolle         | Noter |
| ---- | ------------------- | ------------- | ----- |
| 2005 | Nordkraft           | Allan         |       |
| 2006 | Cecilie             | Mads          |       |
| 2008 | Flammen og Citronen | Bananen       |       |
| 2009 | Vølvens forbandelse | Erik Klipping |       |
| 2012 | Hemmeligheden       | Søren         |       |
| 2013 | Tarok               | Vagn Laursen  |       |

### Tv-serier
| År        | Titel          | Rolle         | Noter |
| --------- | -------------- | ------------- | ----- |
| 2000-2003 | Skjulte spor   | Benny         |       |
| 2009      | Lærkevej       | Andreas Norén |       |
| 2009/2010 | Livvagterne    | Nyholm        |       |
| 2010      | Borgen         | Ole Dahl      |       |
| 2015      | Norskov        | Martin        |       |
| 2019      | Fred til lands | Peter         |       |